# Atletica leggera ai Giochi della XXI Olimpiade - Lancio del giavellotto maschile

Video della Finale (il lancio da record di Németh)

Il lancio del giavellotto ha fatto parte del programma maschile di atletica leggera ai Giochi della XXI Olimpiade. La competizione si è svolta nei giorni 25 e 26 luglio 1976 allo Stadio Olimpico (Montréal).

## Presenze ed assenze dei campioni in carica
| Competizione      | Atleta           | Prestazione | Montréal 1976 |
| ----------------- | ---------------- | ----------- | ------------- |
| Monaco 1972       | Klaus Wolfermann | 90,48 m     | Ritirato 1975 |
| Commonwealth 1974 | Charles Clover   | 84,92 m     | Assente       |
| Europei 1974      | Hannu Siitonen   | 89,58 m     | Presente      |
| Asiatici 1974     | Toshihiro Yamada | 76,12 m     | Assente       |
| Panamericani 1975 | Sam Colson       | 83,82 m     | Presente      |

Il capolista stagionale è il finlandese Seppo Hovinen con 93,54 m. Il primatista mondiale è il tedesco Ovest Klaus Wolfermann (94,08 m nel 1973), ritirato nel 1975. 

## Turno eliminatorio
Qualificazione79,00 m
Ben 16 atleti ottengono la misura richiesta.

La miglior prestazione appartiene a Seppo Hovinen (Fin), il primatista mondiale stagionale, con 89,76 m.

## Finale
In gara le cose vanno diversamente per il finlandese.

Al primo turno l'ungherese Nemeth piazza una spallata che uccide la gara: 94,58 metri: è il nuovo record del mondo. Dopo di lui i migliori sono Hannu Siitonen (il secondo dei finlandesi) ed il rumeno Megelea, entrambi staccatissimi, con misure che non vanno oltre gli 87 metri. Le prime tre posizioni rimangono immutate fino alla fine.
| Pos | Paese     | Atleta           | Misura  |
| --- | --------- | ---------------- | ------- |
|     | Ungheria  | Miklós Németh    | 94,58 m |
|     | Finlandia | Hannu Siitonen   | 87,92 m |
|     | Romania   | Gheorghe Megelea | 87,16 m |